# Proscriere regală
Proscrierea regală (în latină bannus, mai rar bannum, în germană Königsbann) era o acțiune prin care, în Evul Mediu, regele își exercita puterea de control în scopul guvernării.
Proscrierea regală specifica:
- porunca de proscriere și proscrierea însăși,
- pedepsele stabilite pentru încălcarea proscrierii,
- districtul în care se aplica proscrierea.

În funcție de menirea ei, proscrierea regală avea diferite forme:
- interdicția dreptului de a constitui armată (în germană Heerbann),
- interdicția de a pune în practică execuții (în germană Blutbahn),
- interdicția privind „pacea regelui” care însemna pierderea dreptului de a beneficia de protecția regelui privind siguranța persoanei și a proprietății personale (în germană Friedensbann),
- interdicția dreptului de a adopta acte legislative (în germană Verordnungsbann),
- interdicția dreptului de administrare (retragerea puterii executive).

Regele transfera dreptul de aplicare a proscrierii regale reprezentantului său în teritoriu (care putea fi un conte sau un advocatus).